# Wimbledonmästerskapen 2011
Wimbledonmästerskapen 2011 spelades den 20 juni–3 juli på All England Lawn Tennis & Croquet Club i London, Storbritannien. 2011 års upplaga var den 125:e i ordningen och var årets tredje Grand Slam-turnering.

## Herrsingel
Novak Djokovic vann titeln efter att i finalen besegrat Rafael Nadal, Spanien, som var titelförsvarare. Herrarnas singel ingick i ATP-touren 2011.
 Novak Djokovic bes.  Rafael Nadal
6–4, 6–1, 1–6, 6–3

### Seedning
Seedningen baseras på den aktuella ATP-rankingen, 13 juni 2011, men till skillnad från andra turneringar tar man även hänsyn till tidigare prestationer på det aktuella underlaget, gräs.
| 1. Rafael Nadal (Finalist) 2. Novak Djoković (Mästare) 3. Roger Federer (Utslagen i kvartsfinal) 4. Andy Murray (Utslagen i semifinal) 5. Robin Söderling (Utslagen i tredje omgången) 6. Tomáš Berdych (Utslagen i åttondelsfinal) 7. David Ferrer (Utslagen i åttondelsfinal) 8. Andy Roddick (Utslagen i tredje omgången) 9. Gaël Monfils (Utslagen i tredje omgången) 10. Mardy Fish (Utslagen i kvartsfinal) 11. Jürgen Melzer (Utslagen i tredje omgången) 12. Jo-Wilfried Tsonga (Utslagen i semifinal) 13. Viktor Troicki (Utslagen i andra omgången) 14. Stanislas Wawrinka (Utslagen i andra omgången) 15. Gilles Simon (Utslagen i tredje omgången) 16. Nicolás Almagro (Utslagen i tredje omgången) | 1. Richard Gasquet (Utslagen i åttondelsfinal) 2. Mikhail Youzhny (Utslagen i åttondelsfinal) 3. Michaël Llodra (Utslagen i åttondelsfinal) 4. Florian Mayer (Utslagen i andra omgången) 5. Fernando Verdasco (Utslagen i andra omgången) 6. Alexandr Dolgopolov (Utslagen i första omgången) 7. Janko Tipsarević (Gav upp i första omgången, pga skada) 8. Juan Martín del Potro (Utslagen i åttondelsfinalen) 9. Juan Ignacio Chela (Utslagen i andra omgången) 10. Guillermo García-López (Utslagen i andra omgången) 11. Marin Čilić (Utslagen i första omgången) 12. David Nalbandian (Utslagen i tredje omgången) 13. Nikolay Davydenko (Utslagen i första omgången) 14. Thomaz Bellucci (Utslagen i första omgången) 15. Milos Raonic (Gav upp i andra omgången, pga skada) 16. Marcos Baghdatis (Utslagen i tredje omgången) |

| 1. Andreas Beck (Utslagen i första omgången) 2. Karol Beck (Utslagen i tredje omgången) 3. Ruben Bemelmans (Utslagen i första omgången) 4. Flavio Cipolla (Utslagen i första omgången) 5. Frank Dancevic (Utslagen i första omgången) 6. Kenny de Schepper (Utslagen i första omgången) 7. Rik de Voest (Utslagen i andra omgången) 8. Martin Fischer (Utslagen i första omgången) 9. Łukasz Kubot (Utslagen i åttondelsfinal) 10. Lukáš Lacko (Utslagen i första omgången) 11. Marinko Matosevic (Utslagen i första omgången) 12. Conor Niland (Utslagen i första omgången) 13. Édouard Roger-Vasselin (Utslagen i första omgången) 14. Igor Sijsling (Utslagen i första omgången) 15. Cedrik-Marcel Stebe (Utslagen i första omgången) 16. Bernard Tomic (Utslagen i kvartsfinal) Följande spelare fick spela i huvudturneringen med hjälp av en så kallad "Lucky loser"-plats: 1. Simone Bolelli (Utslagen i andra omgången) 2. Marc Gicquel (Utslagen i första omgången) 3. Ryan Harrison (Utslagen i andra omgången) 4. Go Soeda (Utslagen i första omgången) 5. Grega Žemlja (Utslagen i andra omgången) | Följande spelare tilldelades varsitt wildcard från arrangören: 1. Arnaud Clément (Utslagen i första omgången) 2. Daniel Cox (Utslagen i första omgången) 3. Daniel Evans (Utslagen i första omgången) 4. Alejandro Falla (Utslagen i första omgången) 5. Gilles Müller (Utslagen i tredje omgången) 6. Dudi Sela (Utslagen i andra omgången) 7. James Ward (Utslagen i första omgången) |

## Damsingel
Petra Kvitova bes.  Maria Sharapova
6–3, 6–4

### Seedning
Seedningen baseras på den aktuella WTA-rankingen dock har vissa spelare tilldelats en högre seedning än deras egentliga rankning efter beslut av WTA.
| 1. Caroline Wozniacki (Utslagen i åttondelsfinal) 2. Vera Zvonareva (Utslagen i tredje omgången) 3. Li Na (Utslagen i andra omgången) 4. Victoria Azarenka (Utslagen i semifinal) 5. Maria Sharapova (Finalist) 6. Francesca Schiavone (Utslagen i tredje omgången) 7. Serena Williams (Utslagen i åttondelsfinal) 8. Petra Kvitová (Mästare) 9. Marion Bartoli (Utslagen i kvartsfinal) 10. Samantha Stosur (Utslagen i första omgången) 11. Andrea Petkovic (Utslagen i tredje omgången) 12. Svetlana Kuznetsova (Utslagen i tredje omgången) 13. Agnieszka Radwańska (Utslagen i andra omgången) 14. Anastasia Pavlyuchenkova (Utslagen i andra omgången) 15. Jelena Janković (Utslagen i första omgången) 16. Julia Görges (Utslagen i tredje omgången) | 1. Kaia Kanepi (Utslagen i första omgången) 2. Ana Ivanović (Utslagen i tredje omgången) 3. Yanina Wickmayer (Utslagen i åttondelsfinal) 4. Peng Shuai (Utslagen i åttondelsfinal) 5. Flavia Pennetta (Utslagen i tredje omgången) 6. Shahar Pe'er (Utslagen i första omgången) 7. Venus Williams (Utslagen i åttondelsfinal) 8. Dominika Cibulková (Utslagen i kvartsfinal) 9. Daniela Hantuchová (Utslagen i tredje omgången) 10. Maria Kirilenko (Utslagen i tredje omgången) 11. Jarmila Gajdošová (Utslagen i tredje omgången) 12. Ekaterina Makarova (Utslagen i första omgången) 13. Roberta Vinci (Utslagen i tredje omgången) 14. Bethanie Mattek-Sands (Utslagen i första omgången) 15. Lucie Šafářová (Utslagen i andra omgången) 16. Tsvetana Pironkova (Utslagen i kvartsfinal) |

| 1. Mona Barthel (Utslagen i första omgången) 2. Chang Kai-chen (Utslagen i första omgången) 3. Vitalia Diatchenko (Utslagen i första omgången) 4. Misaki Doi (Utslagen i tredje omgången) 5. Marina Erakovic (Utslagen i andra omgången) 6. Irina Falconi (Utslagen i första omgången) 7. Camila Giorgi (Utslagen i första omgången) 8. Alexa Glatch (Utslagen i första omgången) 9. Kristýna Plíšková (Utslagen i första omgången) 10. Tamarine Tanasugarn (Utslagen i andra omgången) 11. Lesia Tsurenko (Utslagen i första omgången) 12. Aleksandra Wozniak (Utslagen i första omgången) Följande spelare fick spela i huvudturneringen med hjälp av en så kallad "Lucky loser"-plats: 1. Stéphanie Dubois (Utslagen i andra omgången) 2. Stéphanie Foretz Gacon (Utslagen i första omgången) | Följande spelare tilldelades varsitt wildcard från arrangören: 1. Naomi Broady (Utslagen i första omgången) 2. Eleni Daniilidou (Utslagen i andra omgången) 3. Sabine Lisicki (Utslagen i semifinal) 4. Katie O'Brien (Utslagen i första omgången) 5. Laura Robson (Utslagen i andra omgången) 6. Heather Watson (Utslagen i första omgången) 7. Emily Webley-Smith (Utslagen i första omgången) |

## Herrdubbel
Bob Bryan /  Mike Bryan bes.  Robert Lindstedt /  Horia Tecău
6–3, 6–4, 7–6(7–2)

### Seedning
| 1. Bob Bryan Mike Bryan (Mästare) 2. Max Mirnyi Daniel Nestor (Utslagna i andra omgången) 3. Mahesh Bhupathi Leander Paes (Utslagna i andra omgången) 4. Rohan Bopanna Aisam-ul-Haq Qureshi (Utslagna i första omgången) 5. Jürgen Melzer Philipp Petzschner (Utslagna i kvartsfinal) 6. Michaël Llodra Nenad Zimonjić (Utslagna i semifinal) 7. Mariusz Fyrstenberg Marcin Matkowski (Utslagna i första omgången) 8. Robert Lindstedt Horia Tecău (Finalister) | 1. Eric Butorac Jean-Julien Rojer (Utslagna i andra omgången) 2. Mark Knowles Łukasz Kubot (Utslagna i första omgången) 3. Wesley Moodie Dick Norman (Utslagna i tredje omgången) 4. Juan Ignacio Chela Eduardo Schwank (Utslagna i tredje omgången) 5. Marcelo Melo Bruno Soares (Utslagna i andra omgången) 6. Marcel Granollers Tommy Robredo (Utslagna i tredje omgången) 7. Marc López David Marrero (Utslagna i andra omgången) 8. Daniele Bracciali František Čermák (Utslagna i andra omgången) |

| 1. Karol Beck David Škoch (Utslagna i första omgången) 2. Ryan Harrison Travis Rettenmaier (Utslagna i första omgången) 3. Treat Conrad Huey Izak van der Merwe (Utslagna i första omgången) 4. David Rice Sean Thornley (Utslagna i första omgången) Följande par fick spela i huvudturneringen med hjälp av en så kallad "Lucky loser"-plats: 1. Flavio Cipolla Paolo Lorenzi (Utslagna i första omgången) 2. Leoš Friedl David Martin (Utslagna i första omgången) 3. Lukáš Lacko Lukáš Rosol (Utslagna i första omgången) 4. Alessandro Motti Stéphane Robert (Utslagna i första omgången) 5. Sanchai Ratiwatana Sonchat Ratiwatana (Utslagna i första omgången) | Följande par tilldelades varsitt wildcard från arrangören: 1. Daniel Cox James Ward (Utslagna i första omgången) 2. Jamie Delgado Jonathan Marray (Utslagna i andra omgången) 3. Chris Eaton Joshua Goodall (Utslagna i första omgången) 4. Colin Fleming Ross Hutchins (Utslagna i kvartsfinal) 5. Lleyton Hewitt Peter Luczak (Utslagna i första omgången) |

## Damdubbel
Květa Peschke /  Katarina Srebotnik bes.  Sabine Lisicki /  Samantha Stosur
6–3, 6–1

### Seedning
| 1. Vania King Yaroslava Shvedova (Utslagna i andra omgången) 2. Květa Peschke Katarina Srebotnik (Mästare) 3. Liezel Huber Lisa Raymond (Utslagna i kvartsfinal) 4. Sania Mirza Elena Vesnina (Utslagna i semifinal) 5. Bethanie Mattek-Sands Meghann Shaughnessy (Utslagna i andra omgången) 6. Nadia Petrova Anastasia Rodionova (Utslagna i kvartsfinal) 7. Andrea Hlaváčková Lucie Hradecká (Utslagna i första omgången) 8. Peng Shuai Zheng Jie (Utslagna i kvartsfinal) | 1. Julia Görges Maria Kirilenko (Utslagna i första omgången) 2. Iveta Benešová Barbora Záhlavová-Strýcová (Utslagna i tredje omgången) 3. María José Martínez Sánchez Anabel Medina Garrigues (Utslagna i andra omgången) 4. Chan Yung-jan Monica Niculescu (Utslagna i andra omgången) 5. Daniela Hantuchová Agnieszka Radwańska (Utslagna i tredje omgången) 6. Cara Black Shahar Pe'er (Utslagna i tredje omgången) 7. Chuang Chia-jung Hsieh Su-wei (Utslagna i första omgången) 8. Olga Govortsova Alla Kudryavtseva (Utslagna i andra omgången) |

| 1. Shuko Aoyama Rika Fujiwara (Utslagna i första omgången) 2. Vesna Dolonts Katalin Marosi (Utslagna i första omgången) 3. Lindsay Lee-Waters Megan Moulton-Levy (Utslagna i första omgången) 4. Urszula Radwańska Arina Rodionova (Utslagna i andra omgången) Följande par fick spela i huvudturneringen med hjälp av en så kallad "Lucky loser"-plats: 1. Marina Erakovic Tamarine Tanasugarn (Utslagna i semifinal) 2. Noppawan Lertcheewakarn Jessica Moore (Utslagna i första omgången) | Följande par tilldelades varsitt wildcard från arrangören: 1. Sarah Borwell Melanie South (Utslagna i första omgången) 2. Naomi Broady Emily Webley-Smith (Utslagna i första omgången) 3. Anne Keothavong Laura Robson (Utslagna i första omgången) 4. Jocelyn Rae Heather Watson (Utslagna i första omgången) |

## Prispengar
Alla prispengar är i brittiska pund. Summorna i dubbel gäller för bägge i paret tillsammans.
| - Vinnare: £1,100,000 - Finalist: £550,000 - Semifinalist: £275,000 - Kvartsfinalist: £137,500 - Fjärde omgången: £68,750 - Tredje omgången: £34,375 - Andra omgången: £20,125 - Första omgången: £11,500 - Tredje omgången (Kval): £7,000 - Andra omgången (Kval): £3,500 - Första omgången (Kval): £1,750 | - Vinnare: £250,000 - Finalist: £125,000 - Semifinalist: £62,500 - Kvartsfinalist: £31,250 - Tredje omgången: £16,000 - Andra omgången: £9,000 - Första omgången: £5,250 | - Vinnare: £92,000 - Finalist: £46,000 - Semifinalist: £23,000 - Kvartsfinalist: £10,500 - Tredje omgången: £5,200 - Andra omgången: £2,600 - Första omgången: £1,300 |

| - Vinnare: £7,000 - Finalist: £4,000 - Tredje plats: £2,500 - Fjärde plats: £1,500 | - Vinnare: £17,500 - Finalist: £14,500 - Andraplacerade par i varje grupp: £11,500 - Tredjeplacerade par i varje grupp: £10,500 - Fjärdeplacerade par i varje grupp: £9,500 |